# Shevi'i shel Pessa'h
Ne doit pas être confondu avec Pessa'h sheni.
Shevi'i shel Pessa'h (hébreu שביעי של פסח « septième [jour] de Pessa'h ») est une fête biblique clôturant la fête de la pâque juive (Pessa'h).
Elle commence le 21 nissan (qui correspond, selon les années, à la fin du mois de mars ou au mois d’avril dans le calendrier grégorien) et dure deux jours (un seul en terre d'Israël et dans le judaïsme réformé). Considérée comme une fête dépendante de Pessa'h, elle ne donne lieu à aucun rite particulier mais possède un esprit propre, du fait de la tradition rabbinique selon laquelle le passage de la Mer Rouge a eu lieu en ce jour.

## Shevi'i shel Pessa'h dans les sources juives

### Dans la Bible hébraïque
Le septième jour de la fête des azymes est prescrit à la suite du premier comme une convocation sainte au cours de laquelle il est interdit de réaliser quelque tâche que ce soit hormis celles nécessaires à la sustentation ; c’est une fête à H', au terme d’une semaine passée à manger des azymes (matsot). Les offrandes supplémentaires qu’il requiert sont prescrites dans le Livre des Nombres et ne diffèrent pas de celles des autres jours de la fête. Il est rappelé dans le Deutéronome comme une  'atsérèt  (fête de clôture) faisant suite aux six jours pendant lesquels on consomme des azymes.

### Dans la littérature des Sages
Investiguant ces passages, les Sages de l’école de Rabbi Ishmaël déduisent de l’inadéquation entre Exode 12:16 et Lévitique 23:8 que la consommation de matzot n’est pas obligatoire le septième jour de Pessa'h. Cependant, cette particularité ne suffit pas à démarquer le septième jour de Pessa'h du premier et les Sages en concluent qu’il ne s’agit, contrairement à Chemini Atseret, pas d’un festival indépendant. Par conséquent, il n’y a pas lieu de réciter la bénédiction de l’époque (shehehiyanou). Le fait que ces deux convocations saintes sont appelées atseret donne également matière à commentaire : la communauté de terme doit se traduire, selon les uns, par une communauté de rites (un délai pour réaliser les offrandes de pèlerinage en l’occurrence) ou par une communauté de caractères (l’un marque la fin de la saison des pluies et l’autre le début).
Le shevi'i shel Pessa'h était, à l’époque du second Temple, le dernier délai pour réaliser la confession des dîmes avoir distribué toutes les dîmes prescrites par la Bible lors de la quatrième et la septième année du cycle septennal de la terre (selon la Mishna, la confession des dîmes devait se faire au premier jour mais les rabbins l’avaient repoussée au septième afin qu’on puisse manger pendant la fête).
Le caractère principal de la fête dans le judaïsme rabbinique provient cependant d’une tradition selon laquelle le passage de la Mer Rouge a eu lieu en ce jour : Moïse n’avait jamais demandé que de pouvoir aller sacrifier à Dieu à trois jours de marche de l’Égypte. Le pharaon, désireux de s’assurer du retour des Hébreux qu’il veut encore considérer comme des esclaves, dépêche des iktorin (messagers) pour qu’ils lui rendent compte de leurs déplacements. Les Hébreux quittent Raamsès et stationnent à Souccot le jeudi 15 nissan ; le lendemain, ils sont à Eitam. Après s’être reposés à chabbat, ils s’apprêtent à reprendre la route le dimanche 18 nissan lorsque les iktorin veulent les contraindre à retourner ; les Israélites se révoltent et les chassent. Les iktorin font leur rapport au pharaon le lundi 19 nissan, alors que Moïse a rebroussé chemin et se dirige vers l’Égypte. Le pharaon et son armée se mettent en route le lendemain et parviennent à Pi-Hahirot au soir du 20 nissan. C’est par conséquent dans la nuit du 20 au 21 nissan que la colonne de nuée s’interpose entre Israélites et Égyptiens et que le vent d’est se met à souffler sur les eaux. Le passage de la Mer Rouge se produit donc le 21 nissan, au septième jour suivant le premier pessa'h, quatre-vingt-un ans jour pour jour après que Moïse fut déposé dans le Nil.
Les rabbins prescrivent donc de lire en ce jour le passage correspondant à la traversée de la Mer Rouge (Exode 13:17-15:26). Ils enseignent aussi qu’en ce jour où tant d’hommes moururent (fussent-ils ennemis d’Israël), Dieu interdit aux anges d’entamer les louanges qu’ils avaient eu l’intention de chanter.
En dehors de la terre d’Israël, un second jour est ajouté. Une nouvelle section, appelée boukhra ou kol habekhor (Deutéronome 15:19-16:17), est lue lors de ce jour qui ne se différencie du shevi'i shel Pessa'h que par des allègements mineurs, comme l’autorisation de pourvoir aux besoins des morts.

### Dans la littérature ultérieure
Il était d’usage, dans les premiers siècles de l’ère commune, de lire le Cantique des cantiques lors des deux derniers jours de la fête. Cette lecture a été déplacée chez les Juifs ashkénazes au chabbat de hol hamoëd tandis que les séfarades le lisent après la haggada.
D’autres coutumes se développent ultérieurement, basées pour la plupart sur le passage de la Mer Rouge. Jacob Emden rapporte que d’aucuns organisent une veillée d’étude centrée sur l’évènement afin de parfaire leur foi car Israël ne dut son salut qu’à une telle préparation. Une coutume similaire a lieu en Irak où les Juifs se retrouvent à la mi-nuit pour chanter le cantique de la mer (Exode 15:1-18) car ce fut, selon la tradition, à ce moment qu’il fut chanté lors du miracle,. La communauté kurde enrichissait l’office avec des chants liturgiques propres et faisait particulièrement honneur à celui qui était désigné pour lire le passage comprenant le cantique de la mer ; les Juifs tunisiens priaient devant la mer pendant les deux jours de la fête, avant de rentrer en processions joyeuses tandis que les éclaireurs aspergeaient les orants de parfums et de fleurs. Le huitième jour, ils réalisaient une lecture de la haftara en quatre langues (hébreu, judéo-araméen, judéo-arabe tunisien et français) tandis que leurs voisins libyens se contentaient d’ajouter le Targoum Yonathan.
Dans un autre esprit, une coutume des Juifs d’Europe de l’Est se répand de réciter le Yizkor (prière pour le souvenir des morts) lors du dernier jour de Pessa'h après la lecture de la Torah parce qu’on y a lu (comme à Chemini Atseret et Chavouot) la section kol habekhor. Celle-ci contient en effet le passage « que l’on ne paraisse pas les mains vides » devant Dieu (Deutéronome 16:16) et l’on espère par des dons généreux améliorer le sort des morts et augmenter le mérite des vivants.
C’est aussi en Europe de l’Est que naît l’habitude de prendre un troisième repas lors du dernier jour de Pessa'h. Observée par le Gaon de Vilna, elle est plus fréquemment associée au Baal Shem Tov, le fondateur du hassidisme. Les hassidim de Loubavitch affirment qu’il l’avait appelée Meshi'hes se'ide (yiddish : משיח'ס סעודה « repas du Messie ») car sa splendeur commençait à se dévoiler en ce jour.

## Observance du ou des derniers jours de Pessa'h dans le judaïsme rabbinique
Le septième jour de Pessa'h était, à l'époque des Temples, une fête de pèlerinage où les enfants d’Israël se rendaient à Jérusalem pour y faire des offrandes à Dieu selon les ordonnances bibliques. 
Il est actuellement observé comme un jour férié (ou deux, en diaspora) et sa liturgie se concentre principalement sur le souvenir des anciens rites et offrandes. Elle comprend donc : 
- une prière en sept bénédictions où la fête est dénommée zman 'heroutenou (« le temps de notre liberté »), comme le premier jour de Pessa'h,
- une lecture du Hallel abrégé, c’est-à-dire amputé des versets 1-11 du psaume 115 et de tout le psaume 116, comme lors des jours de mi-fête[26],
- une lecture de la Torah spéciale
- et un office de prière supplémentaire.

### Veille et nuit de la fête
Le soir du ou des derniers jours de Pessa'h est sanctifié sur le vin mais on n’y ajoute pas la bénédiction shehehiyanou.
Dans les communautés séfarades et orientales, il est d’usage de veiller pendant la nuit : les communautés d’origine kurde étudient des passages de la Bible, de la Mishna et du Zohar selon un rituel agencé dans le Hemdat Yamim ou le Kriyei Moëd. Les descendants des Juifs troglodytes de Libye en font de même mais une récitation collective du cantique de la mer se tient à minuit et toute la communauté y participe, y compris les nourrissons. C’est généralement à ce moment que les Juifs marocains interrompent leur étude.
Certains courants hassidiques, dont les hassidim de Loubavitch, marquent également la nuit par une veillée. Toutefois, ils étudient librement n’importe quel sujet. D’autres communautés se réunissent pour une nuit de chants et de sermons, culminant à minuit avec celui de la mer.

### Lecture de la Torah
Lors de l’office du matin, cinq hommes (sept, s’il a lieu chabbat) sont appelés avec la lecture des sections du passage de la Mer Rouge (Exode 13:17-15:26) ; un sixième (huitième) pour la lecture des offrandes supplémentaires offertes lors des sept jours de la fête (Nombres 28:19-25) et y ajoute 2 Samuel 22:1–51 (qui décrit le pouvoir de Dieu sur les éléments).
Le huitième jour, s’il y a lieu, on lit la section kol Habekhor (Deutéronome 15:19-16:17) ou Asser te'asser (Deutéronome 14:22-16:17) si le huitième jour a lieu chabbat, suivis de Nombres 28:19-25 et Isaïe 10:32–12:6 (qui promet une seconde rédemption, encore supérieure à celle d’Égypte). 
Le yizkor (prière de commémoration des morts) est lu lorsqu’on remet les rouleaux de la Torah dans l’arche après cette récitation car elle évoque les dons volontaires, considérés comme propices au repos des disparus. En terre d’Israël, il est lu après la lecture du premier jour, bien qu’elle ne comprenne pas le passage kol bekhor.

### Statut du dernier jour en diaspora
Les deux jours de la diaspora ont un statut identique (hormis certains allègements, pour les besoins des morts notamment). Les ashkénazes ont toutefois pour coutume de lever les houmrot (super-restrictions rabbiniques) et permettent donc de consommer de la matsa trempée, d’emprunter et prêter la vaisselle des voisins, etc..

### En fin de fête
La fin de la fête donne lieu à diverses autres coutumes.
Chez les ashkénazes, certains réalisent la havdala (cérémonie de séparation d’avec les jours saints) sur de la bière, car, après s’en être abstenu pendant toute une semaine, ils la préfèrent au vin. Le Gaon de Vilna ne mange plus de matza après Pessa'h, afin de faire savoir que la consommation de matzot pendant la fête est un décret divin. L’intense remue-ménage des foyers qui rangent la vaisselle réservée à Pessa'h et ressortent les services en usage pendant toute l’année, vaut à la nuit qui suit le dernier jour de Pessa'h le surnom de Rumpelnacht (« la nuit du branle-bas du rangement »).
Les séfarades d’Afrique du Nord célèbrent quant à eux la Mimouna, invitant leurs voisins à déguster les premières friandises cuisinées après Pessa'h. Importée par les Juifs du Maroc en Israël, la Mimouna y est devenue une véritable institution.
Parmi les autres coutumes typiques d’Afrique du Nord, les Juifs tunisiens et libyens recouvrent leurs meubles de feuilles de laitue, priant pour que l’année soit verte (une coutume similaire est observée par les Juifs d’Irak). En Libye, les enfants annonçaient en outre la fin de Pessa'h dans les rues, en priant les voisins sur un air chanté de leur donner des épices pour assaisonner les premiers pains levés.

## Observance de Shevi'i shel Pessah dans les traditions non-rabbiniques
Les Karaïtes, adeptes d’un mouvement juif scripturaliste, n’observent qu’un jour, qu’ils appellent Yom Shevi'i atzeret (d’après Deutéronome 16:8) ou « septième [jour] de la fête des azymes ». Il donne lieu à un chômage et des prières spéciales, lues à la kenessa.
Les Samaritains, adeptes d’un mosaïsme non-juif, appellent le jour Massot (matzot dans la prononciation samaritaine) et l’observent par le premier de leurs trois pèlerinages sur le mont Garizim. Celui-ci part actuellement d’une synagogue située sur le mont Garizim lui-même, à quelques centaines de mètres du sommet. Des prières sont récitées depuis la mi-nuit, à la suite de quoi la procession se met en route avec la Torah samaritaine, son support lors des haltes, des provisions pour la route mais pas de lumières. Récitant le Deutéronome en chemin, ils font sept haltes, s’y assoient et lisent des passages bibliques et liturgiques pendant que le prêtre les bénit en agitant la Torah au-dessus de leurs têtes. Le pèlerinage s’achève vers neuf heures du matin sur la « colline éternelle » où se tenait, selon les Samaritains, le Tabernacle. Les orants récitent une longue prière et effectuent sept circuits autour de la pierre avant de se souhaiter les meilleurs vœux.
Les Beta Esraël d’Éthiopie, dépositaires d’un judaïsme pré-rabbinique (dont la majorité des membres s’est convertie au judaïsme orthodoxe), commençaient à décompter l’omer au lendemain de ce jour et non du premier jour, comme le judaïsme rabbinique.